# 9 cm Minenwerfer M. 14
Il 9 cm Minenwerfer M. 14 era un mortaio leggero da trincea austro-ungarico utilizzato dall'Imperiale e regio esercito durante la prima guerra mondiale. Denominato originariamente 1-kg Minenwerfer, venne progettato dal Technisches und Administratives Militär-Komitee (TMK) dell'esercito nel tentativo di soddisfare rapidamente la richiesta dal fronte di un mortaio leggero.
L'arma presentava una serie di problemi con il munizionamento, vale a dire la polvere da sparo usata come propellente, che emetteva abbondanti nuvole di fumo durante lo sparo che rivelavano la posizione dell'arma, e le spolette, che soffrivano di un alto tasso di malfunzionamenti. La bocca da fuoco a retrocarica era incavalcata su un telaio rettangolare che non consentiva il brandeggio, il che significava che era impossibile ingaggiare bersagli diversi senza riposizionare il mortaio.
Nella variante successiva M. 14/16 fu introdotta una piattaforma di tiro circolare per il brandeggio del pezzo, pesante 65 kg. Venne introdotta inoltre la granata M. 16 che utilizzava la spoletta tedesca Poppenberg, risolvendo in parte i problemi di affidabilità, pur conservando la carica di lancio a polvere nera. Per rimediare definitivamente a questo svantaggio tattico, venne deciso di rimpiazzare provvisoriamente questi mortai con i pezzi tedeschi 9,15 cm leichter Minenwerfer System Lanz, in attesa dello sviluppo di un progetto domestico più avanzato, che alla fine avrebbe portato al 9 cm Minenwerfer M. 17.